# Renaud (prénom)
Pour les articles homonymes, voir Renaud (homonymie).

## Étymologie
Renaud est un prénom masculin français d'origine germanique, formé des mots ragin (« conseil ») et waldąn  (« gouverner ») d'après le prénom Raginwald avec son autre dérivé Réginald (francisation de la forme anglaise Reginald).
Comme la plupart des noms apparus avant l'emploi généralisé du nom de baptême en complément, c'est également un patronyme.

## Formes dérivées et étrangères
- En France : Raynal, Raynald, Raynaud, Réginald, Reinhold, Reinold, Renald, Renalde, Renaut, Reynald, Reynaldo, Reynaud, Reynold, Renout [qui peut être aussi en Normandie une variante de Renouf (Ragin-ulf ou Ragn-ulfr)]

- à l'étranger : Reynolds, Rinaldo, Rinaldino, Reinaldo et Rǫgnvaldr[1], Ragnvaldr, Ragnvaldur, d'où indirectement, Ronald puis Ron, Roni, Ronie, Ronnie, Ronny et Rony[2], d'où Ronaldo et Ronaldino.

## Histoire
On recense deux saints et deux bienheureux portant le nom de Renaud :
- En France, saint Renaud (ou Régnault, XIIe siècle), originaire de Picardie, d'abord chanoine régulier à Soissons, puis disciple de Robert d'Arbrissel, le fondateur de l'abbaye de Fontevraud, il choisit la vie érémitique. Il se sanctifia  dans la forêt de Craon en Mayenne puis dans celle de Mélinais près de La Flèche. Il est fêté le 17 septembre[3].
- En France, maître Renaud, ou bienheureux Réginald d'Orléans, XIIe siècle, originaire de Saint Gilles, professeur de droit à la Sorbonne et moine dominicain.
- En Italie, saint Renaud de Nocera Umbra (it) (Reginaldus, Raynald, XIIIe siècle), fut évêque du diocèse de Nocera Umbra. Fête le 9 février.
- En Italie, bienheureux Renaud da Concorezzo (it), évêque de Vicence de 1296 à 1303, puis archevêque de Ravenne-Cervia jusqu'en 1321. Fête le 18 août.

Le prénom Renaud fut par ailleurs rendu populaire par la chanson de geste Les Quatre fils Aymon (XIIe siècle) de Doon de Mayence qui relate les aventures de Renaud de Montauban et de ses frères Richard, Alard et Guiscard. Cette histoire a connu un regain de popularité au XXe siècle de par sa symbolique de résistance à l'autorité. La chanson du Roi Renaud a été interprétée par le guitariste virtuose Pierre Bensusan.

## Argot
Être renaud ou renauder : protester, être en colère, refuser...
Selon Dauz, pourrait être dérivé de Renaud, comme l'ancien verbe arnauder «chercher noise», du prénom Arnaud ; selon Wartburg, dérive de renard, d'après le cri de l'animal. Au XVIe siècle, parler renaud signifiait «parler du nez». En 1611 l'expression regnaut «cri du renard» circule aussi,.

## Personnalités portant ce prénom
- Pour l'ensemble des articles sur les personnes portant ce prénom, consulter :
  - la liste des articles dont le titre commence par ce prénom
  - les listes produites par Wikidata : Liste des personnes de prénom « Renaud » — même liste en incluant les éventuels prénoms composés qui contiennent « Renaud ».

- Renaud de Beaujeu
- Renaud de Châtillon
- Renaud Denoix de Saint Marc
- Renaud de Montauban
- Renaud de Bar (évêque de Chartres)
- Renaud Dutreil
- Renaud Donnedieu de Vabres
- Renaud Van Ruymbeke
- Renaud Séchan
- Renaud Detressan
- Renaud Hantson
- Renaud Lavillenie
- Renaud Marx
- Renaud Grimler